# Te necesito (canción de Shakira)
Te necesito es una canción elaborada por la artista Shakira para su primer álbum de estudio: Pies descalzos que fue publicado en 1995. Es una canción que trata sobre una ruptura amorosa y su dificultad para superarla a lo que admite que "Lo necesita" y usando varias metáforas demuestra su sufrimiento, soledad y arrepentimiento. Usa instrumentos tales como: guitarra, platillos y la voz. Actualmente tiene su video en You Tube pose un ritmo lento, dura 4:00 Minutos y es el track #5. Esta canción según la expareja de la cantante Oscar Ulloa, fue una carta que ella le escribió a él en su época de noviazgo.
- Datos: Q25412889